# Station Iserlohn-Letmathe
Station Iserlohn-Letmathe is een spoorwegstation in het stadsdeel Letmathe van de Duitse plaats Iserlohn. De gebruikelijke benaming luidde tot 2019 Bahnhof Letmathe.

## Ligging
Het station, dat het grootste in de gemeente Iserlohn is, wordt van de ten noorden ervan gelegen plaats Letmathe gescheiden door de rivier de Lenne. Het ligt in een wijk met de naam Genna.
Op de landkaart vormt de Lenne, alsmede de erlangs lopende Ruhr-Sieg-Bahn, hier een omgekeerde letter U. Het station ligt in het Lenne-dal, als het ware in de top van deze U.
Bij station Iserlohn-Letmathe splitst de spoorlijn Iserlohn - Letmathe zich in oostelijke richting af. Tussen dit station en Iserlohn-Stadtbahnhof ligt aan deze lijn de Dechenhöhle. Deze grot beschikt over een eigen spoorweghalte.
Bij het station zijn bushaltes aanwezig van buslijnen naar o.a. Iserlohn Stadtbahnhof.
Het station is door middel van viaducten en een voetgangersbrug met de plaats Letmathe verbonden. Het beschikt over een P&R- parkeerterrein.

## Geschiedenis
De Ruhr-Sieg-Strecke werd tussen 1850 en 1860 vanuit Hagen in zuidoostelijke richting aangelegd. In 1860 werd station Letmathe hierop aangesloten. In 1864 werd de lijn naar Iserlohn geopend, die nog later naar Hemer en Fröndenberg werd doorgetrokken.
In 1975 werd de gemeente Letmathe bij de stad Iserlohn gevoegd. In 1989 werd het passagiersvervoer tussen Iserlohn en Hemer gestaakt. Deze lijn is daarna opgebroken. Tot 2001 stopten ook intercity's op de Ruhr-Sieg-Strecke te Letmathe; er moesten hier immers treinstellen van de lijn Letmathe- Iserlohn worden aan- of afgekoppeld. Om efficiencyredenen is de mogelijkheid voor intercityreizigers van in- en uitstappen te Letmathe toen geschrapt.
Van 2015 tot 2017 werd het (intussen afgestoten) stationsgebouw gerenoveerd. ook werden de perrons van liften voorzien. In 2017 werd het station omgedoopt in Bahnhof Iserlohn-Letmathe, hetgeen overigens pas een jaar later officieel werd.

## Treindiensten
De DB Regio verzorgt het personenvervoer op dit traject met RE en RB treinen.
| Serie | Treinsoort                          | Route | Bijzonderheden    |
| ----- | ----------------------------------- | --- | ----------------- |
| RE 16 | Regional-Express (Abellio Rail NRW) | Essen Hbf – Bochum Hbf – Witten Hbf – Hagen Hbf – Hohenlimburg – Letmathe – [ Iserlohn ] / Werdohl – Kreuztal – Siegen           | Ruhr-Sieg-Express |
| RB 91 | Regionalbahn (Abellio Rail NRW)     | Hagen Hbf – Hohenlimburg – Letmathe – [ Iserlohn ] / Altena (Westfalen) – Werdohl – Plettenberg – Finnentrop – Kreuztal – Siegen | Ruhr-Sieg-Bahn    |

Op het station Iserlohn-Letmathe, ten westen van Iserlohn Stadtbahnhof, worden de treinen vanuit Iserlohn aangekoppeld aan, en de treinen naar Iserlohn afgesplitst van de treinen die tussen o.a. Hagen en Siegen rijden over de spoorlijn Hagen - Haiger. Eventuele intercitytreinen voeren de (ont-)koppeling te Iserlohn-Letmathe uit, zonder dat reizigers er in of uit kunnen stappen.

## Economische aspecten
Het spoorwegstation Iserlohn-Letmathe is van belang voor regionaal goederentransport. Het is voor een deel ingericht voor truck-rail-overslag van ter plaatse geproduceerde metalen halfproducten, die in de plaatselijke metaalindustrie vervaardigd zijn, alsmede voor rail-truck-overslag van van elders voor die industrie aangevoerde grondstoffen.
Mede hiervoor beschikt het station over een betrekkelijk uitgebreid emplacement voor goederentreinen.

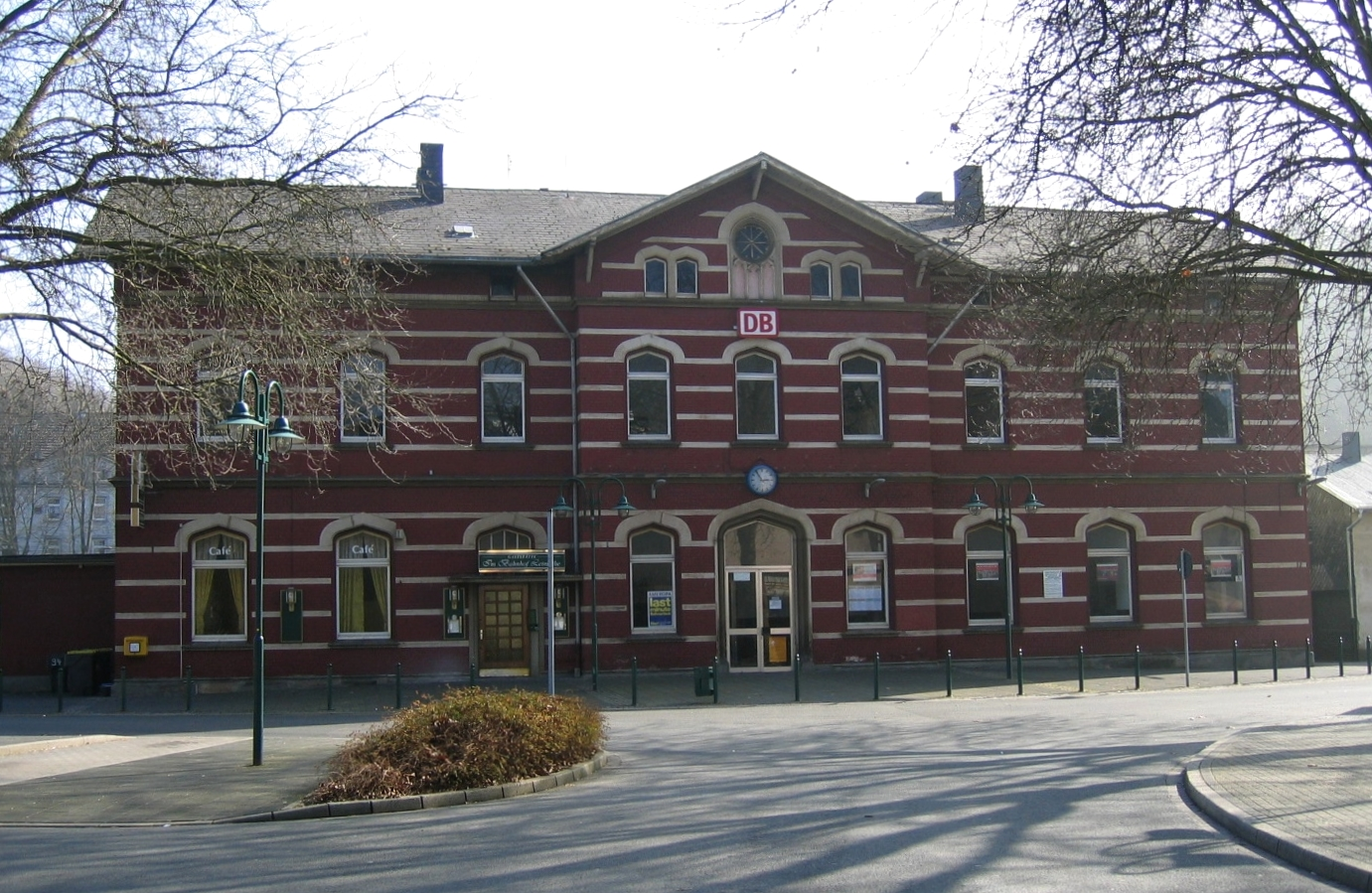
Het voormalige stationsgebouw

Het monumentale stationsgebouw van Iserlohn-Letmathe is sedert circa 2017 niet meer in gebruik. Het is sedertdien een sociale werkplaats en dagopvanggebouw voor gehandicapten.